# Ellen Nikolaysen
Ellen Helen Nikolaysen (Oslo, 10 dicembre 1951) è una cantante norvegese.

## Carriera
Ha partecipato all'Eurovision Song Contest 1973 come membro del gruppo Bendik Singers e all'Eurovision Song Contest 1975. In questa seconda occasione ha gareggiato da solista con il brano Touch My Life With Summer, rappresentando la Norvegia e classificandosi al diciottesimo e penultimo posto.